# Vabres (Gard)
Vabres település Franciaországban, Gard megyében. Lakosainak száma 140 fő (2022. január 1.). Vabres Lasalle, Monoblet, Saint-Bonnet-de-Salendrinque, Saint-Félix-de-Pallières és Thoiras-Corbès községekkel határos.

## Népesség
A település népessége az elmúlt években az alábbi módon változott:
| Lakosok száma | 65   | 62   | 75   | 100  | 104  | 104  | 121  | 134  | 137  | 140  |
|               | 1968 | 1982 | 1990 | 2006 | 2013 | 2015 | 2017 | 2019 | 2020 | 2022 |